# Striscio Tzanck
Lo striscio Tzanck è un esame citodiagnostico praticato su lesioni cutanee e mucose di recente insorgenza. Si rivela particolarmente utile per lesioni orali ed esofagee dove il difficile reperto di bolle integre e i relativi problemi tecnici di prelievo renderebbero poco agevole l'esecuzione di una biopsia. Il prelievo si effettua prelevando il materiale dal fondo della lesione (bolla) per apposizione tramite una spatola smussa, dopodiché viene colorato con il metodo May-Grünwald-Giemsa e successivamente, in microscopia ottica, si evidenziano i cheratinociti acantolitici; spesso si rivelano anche caratteristici fenomeni di leucocitoaderenza.